# بابایی (اصطلاح همجنس‌گرایی)
ددی در فرهنگ همجنس‌گرایی اصطلاحی عامیانه است و به مرد مسن همجنس‌گرایی گفته می‌شود که از لحاظ جنسی درگیر یک رابطه یا علاقه به یک مرد همجنس‌گرای جوان‌تر است. در این رابطه تفاوت سنی زیادی میان «ددی» و معشوقه‌اش (پسر همجنس‌گرا) وجود دارد اما این رابطه مانند رابطهٔ پدر و پسر نیز هست و مرد مسن افزون بر تأمین نیازهای جنسی شریکش، از وی حمایت عاطفی می‌کند.